# Sidi Boutouchent
Sidi Boutouchent è un comune dell'Algeria, situato nella provincia di Tissemsilt.